# KSS-III
El KSS-III (submarí coreà-III) o classe Dosan Ahn Changho és una sèrie de submarins d'atac dièsel-elèctrics que es construeixen actualment per a l'Armada de la República de Corea (ROKN), conjuntament per Hanwha Ocean i HD Hyundai Heavy Industries (HHI). El KSS-III és la fase final del programa Korean Attack Submarine, un programa en tres fases per construir 27 submarins d'atac per a la ROKN, entre 1994 i 2029.
La iniciativa KSS-III consisteix en el desenvolupament de nou submarins d'atac dièsel-elèctrics, capaços de disparar míssils balístics llançats per submarins (SLBM), que es construiran en tres lots, entre 2014 i 2029.
S'han llançat un total de tres submarins del primer lot de la sèrie, i el primer submarí, ROKS Dosan Ahn Changho, es va posar en servei el 13 d'agost de 2019.[2] El segon vaixell, ROKS Ahn Mu, es va posar en servei el 20 d'abril de 2023.